# Reserva Ecológica Manglares Cayapas Mataje
Die Reserva Ecológica Manglares Cayapas Mataje befindet sich im Nordwesten von Ecuador. Das 564,2 km² große Schutzgebiet wurde am 26. Oktober 1995 eingerichtet. Seit 2003 sind 44.847 Hektar als ein Ramsar-Gebiet ausgewiesen. Das Schutzgebiet wurde außerdem von BirdLife International als ein Important Bird Area („wichtiges Vogelareal“) klassifiziert.

## Lage
Die Reserva Ecológica Manglares Cayapas Mataje liegt an der Pazifikküste im Kanton San Lorenzo der Provinz Esmeraldas zwischen den Flussmündungen von Río Cayapas und Río Mataje. Das Reservat reicht von den Orten La Tola und Borbón im Südwesten bis zur Mündung des Río Mataje im Nordosten, welcher zugleich der Grenzfluss zu Kolumbien ist. Ein Grenzposten inmitten des Reservats besteht in der Siedlung Ancón.

## Klima
Die niederschlagsreiche Zeit in der Region dauert von Dezember bis Juni.

## Ökologie
Das Areal umfasst die Mangrovenwälder an der Küste sowie immergrüne Tieflandwälder und trockene Gebüschvegetation (Matorral). Das Gebiet weist eine hohe Biodiversität auf. In den Küstengewässern kommen unzählige Mollusken, Krebstiere und Fische vor. Außerdem wurden 52 Säugetierarten, 173 Vogelarten sowie 36 Amphibien- und Reptilienarten in dem Areal gezählt. Bemerkenswerte Tierarten sind das Spitzkrokodil, die Derby-Wollbeutelratte, der Schwimmbeutler, der Waldhund, der Jaguar, der Südamerikanische Fischotter, der Große Tümmler und das Mittelamerikanische Nacktschwanzgürteltier.
Zur Flora gehören die Seerosen-Art Nymphaea glandulifera, Azolla carolina, die Hornblatt-Art Ceratophyllum llerenae und Thalia geniculata.